# Gran Premio di superbike di Most 2024
Il Gran Premio di superbike di Most 2024 è stato la sesta prova del mondiale superbike del 2024. Nello stesso fine settimana si è corsa anche la sesta prova del campionato mondiale Supersport e la quarta del Campionato mondiale Supersport 300. 

## Panoramica delle gare
In Superbike il turco Toprak Razgatlıoğlu fa siglare la pole position con record della pista; successivamente vince tutte e tre le gare in programma chiudendo il fine settimana con un vantaggio di 64 punti sul più prossimo degli avversari: un intero Gran Premio di vantaggio sugli altri piloti (il massimo di punti ottenibile nelle tre prove è di 62). Il Rookie Nicolò Bulega  si conferma al secondo posto ed è l'unico pilota ad aver conquistato punti in tutte le prove fin qui disputate. In Supersport Adrián Huertas allunga in classifica grazie alle due vittorie conquistate, buona prestazione anche per Stefano Manzi (Yamaha-Ten Kate) con podio e giro più veloce in entrambe le gare. L'olandese Loris Veneman (Kawasaki MTM) conquista la sua prima pole position nel mondiale Supersport 300 a Most; in gara poi ottiene una doppietta (anche in questo caso la prima in carriera) andando ad accorciare la classifica rispetto al leader Iñigo Iglesias. Buoni piazzamenti per gli italiani con Mirko Gennai quarto in gara uno e Bruno Ieraci in gara due.

## Superbike gara 1

### Arrivati al traguardo
| Pos. | Nº | Pilota                | Squadra                   | Motocicletta        | Giri | Tempo     | Griglia | Punti |
| ---- | -- | --------------------- | ------------------------- | ------------------- | ---- | --------- | ------- | ----- |
| 1º   | 54 | Toprak Razgatlıoğlu   | Rokit BMW Motorrad        | BMW M1000 RR        | 22   | 33'53.537 | 1º      | 25    |
| 2º   | 9  | Danilo Petrucci       | Barni Spark Racing        | Ducati Panigale V4R | 22   | +5.740    | 6º      | 20    |
| 3º   | 29 | Andrea Iannone        | Team GoEleven             | Ducati Panigale V4R | 22   | +5.881    | 2º      | 16    |
| 4º   | 1  | Álvaro Bautista       | Aruba.it Racing - Ducati  | Ducati Panigale V4R | 22   | +9.217    | 10º     | 13    |
| 5º   | 87 | Remy Gardner          | GYTR GRT Yamaha           | Yamaha YZF R1       | 22   | +11.622   | 5º      | 11    |
| 6º   | 11 | Nicolò Bulega         | Aruba.it Racing - Ducati  | Ducati Panigale V4R | 22   | +13.841   | 4º      | 10    |
| 7º   | 55 | Andrea Locatelli      | Pata Yamaha Prometeon     | Yamaha YZF R1       | 22   | +14.186   | 8º      | 9     |
| 8º   | 31 | Garrett Gerloff       | Bonovo Action BMW         | BMW M1000 RR        | 22   | +14.596   | 7º      | 8     |
| 9º   | 60 | Michael van der Mark  | Rokit BMW Motorrad        | BMW M1000 RR        | 22   | +19.520   | 16º     | 7     |
| 10º  | 65 | Jonathan Rea          | Pata Yamaha Prometeon     | Yamaha YZF R1       | 22   | +23.579   | 15º     | 6     |
| 11º  | 21 | Michael Ruben Rinaldi | Team Motocorsa Racing     | Ducati Panigale V4R | 22   | +25.370   | 9º      | 5     |
| 12º  | 14 | Sam Lowes             | ELF Marc VDS Racing Team  | Ducati Panigale V4R | 22   | +25.993   | 12º     | 4     |
| 13º  | 77 | Dominique Aegerter    | GYTR GRT Yamaha           | Yamaha YZF R1       | 22   | +28.213   | 17º     | 3     |
| 14º  | 97 | Xavi Vierge           | Team HRC                  | Honda CBR1000 RR-R  | 22   | +29.628   | 14º     | 2     |
| 15º  | 45 | Scott Redding         | Bonovo Action BMW         | BMW M1000 RR        | 22   | +32.972   | 11º     | 1     |
| 16º  | 47 | Axel Bassani          | Kawasaki Racing           | Kawasaki ZX-10RR    | 22   | +35.666   | 18º     |       |
| 17º  | 53 | Esteve Rabat          | Kawasaki Puccetti Racing  | Kawasaki ZX-10RR    | 22   | +36.979   | 19º     |       |
| 18º  | 5  | Philipp Öttl          | GMT94 Yamaha              | Yamaha YZF R1       | 22   | +39.711   | 20º     |       |
| 19º  | 28 | Bradley Ray           | Yamaha Motoxracing        | Yamaha YZF R1       | 22   | +39.850   | 21º     |       |
| 20º  | 36 | Leandro Mercado       | Petronas MIE Racing Honda | Honda CBR1000 RR-R  | 22   | +56.310   | 22º     |       |
| 21º  | 79 | Hayden Gillim         | Petronas MIE Racing Honda | Honda CBR1000 RR-R  | 22   | +1'02.692 | 23º     |       |

### Ritirati
| Nº | Pilota       | Squadra         | Motocicletta       | Giri | Griglia |
| -- | ------------ | --------------- | ------------------ | ---- | ------- |
| 22 | Alex Lowes   | Kawasaki Racing | Kawasaki ZX-10RR   | 18   | 3º      |
| 7  | Iker Lecuona | Team HRC        | Honda CBR1000 RR-R | 9    | 13º     |

## Superbike gara Superpole

### Arrivati al traguardo
| Pos. | Nº | Pilota                | Squadra                   | Motocicletta        | Giri | Tempo     | Griglia | Punti |
| ---- | -- | --------------------- | ------------------------- | ------------------- | ---- | --------- | ------- | ----- |
| 1º   | 54 | Toprak Razgatlıoğlu   | Rokit BMW Motorrad        | BMW M1000 RR        | 10   | 15'20.668 | 1º      | 12    |
| 2º   | 11 | Nicolò Bulega         | Aruba.it Racing - Ducati  | Ducati Panigale V4R | 10   | +3.812    | 4º      | 9     |
| 3º   | 22 | Alex Lowes            | Kawasaki Racing           | Kawasaki ZX-10RR    | 10   | +4.251    | 3º      | 7     |
| 4º   | 9  | Danilo Petrucci       | Barni Spark Racing        | Ducati Panigale V4R | 10   | +6.534    | 6º      | 6     |
| 5º   | 87 | Remy Gardner          | GYTR GRT Yamaha           | Yamaha YZF R1       | 10   | +6.673    | 5º      | 5     |
| 6º   | 55 | Andrea Locatelli      | Pata Yamaha Prometeon     | Yamaha YZF R1       | 10   | +7.510    | 9º      | 4     |
| 7º   | 29 | Andrea Iannone        | Team GoEleven             | Ducati Panigale V4R | 10   | +7.556    | 2º      | 3     |
| 10º  | 65 | Jonathan Rea          | Pata Yamaha Prometeon     | Yamaha YZF R1       | 10   | +10.044   | 15º     | 2     |
| 9º   | 60 | Michael van der Mark  | Rokit BMW Motorrad        | BMW M1000 RR        | 10   | +10.000   | 16º     | 1     |
| 10º  | 21 | Michael Ruben Rinaldi | Team Motocorsa Racing     | Ducati Panigale V4R | 10   | +10.928   | 10º     |       |
| 11º  | 97 | Xavi Vierge           | Team HRC                  | Honda CBR1000 RR-R  | 10   | +11.291   | 14º     |       |
| 12º  | 31 | Garrett Gerloff       | Bonovo Action BMW         | BMW M1000 RR        | 10   | +12.532   | 8º      |       |
| 13º  | 47 | Axel Bassani          | Kawasaki Racing           | Kawasaki ZX-10RR    | 10   | +14.128   | 18º     |       |
| 14º  | 7  | Iker Lecuona          | Team HRC                  | Honda CBR1000 RR-R  | 10   | +14.133   | 13º     |       |
| 15º  | 53 | Esteve Rabat          | Kawasaki Puccetti Racing  | Kawasaki ZX-10RR    | 10   | +17.533   | 19º     |       |
| 16º  | 28 | Bradley Ray           | Yamaha Motoxracing        | Yamaha YZF R1       | 10   | +17.899   | 21º     |       |
| 17º  | 5  | Philipp Öttl          | GMT94 Yamaha              | Yamaha YZF R1       | 10   | +19.060   | 20º     |       |
| 18º  | 77 | Dominique Aegerter    | GYTR GRT Yamaha           | Yamaha YZF R1       | 10   | +25.346   | 17º     |       |
| 19º  | 36 | Leandro Mercado       | Petronas MIE Racing Honda | Honda CBR1000 RR-R  | 10   | +27.054   | 22º     |       |
| 20º  | 79 | Hayden Gillim         | Petronas MIE Racing Honda | Honda CBR1000 RR-R  | 10   | +29.199   | 23º     |       |

### Non classificato
| Nº | Pilota          | Squadra                  | Motocicletta        | Giri | Tempo   | Griglia |
| -- | --------------- | ------------------------ | ------------------- | ---- | ------- | ------- |
| 1  | Álvaro Bautista | Aruba.it Racing - Ducati | Ducati Panigale V4R | 10   | +37.007 | 7º      |

### Ritirati
| Nº | Pilota        | Squadra                  | Motocicletta        | Giri | Griglia |
| -- | ------------- | ------------------------ | ------------------- | ---- | ------- |
| 45 | Scott Redding | Bonovo Action BMW        | BMW M1000 RR        | 2    | 11º     |
| 14 | Sam Lowes     | ELF Marc VDS Racing Team | Ducati Panigale V4R | 2    | 12º     |

## Superbike gara 2

### Arrivati al traguardo
| Pos. | Nº | Pilota                | Squadra                   | Motocicletta        | Giri | Tempo     | Griglia | Punti |
| ---- | -- | --------------------- | ------------------------- | ------------------- | ---- | --------- | ------- | ----- |
| 1º   | 54 | Toprak Razgatlıoğlu   | Rokit BMW Motorrad        | BMW M1000 RR        | 22   | 34'04.044 | 1º      | 25    |
| 2º   | 11 | Nicolò Bulega         | Aruba.it Racing - Ducati  | Ducati Panigale V4R | 22   | +3.239    | 2º      | 20    |
| 3º   | 55 | Andrea Locatelli      | Pata Yamaha Prometeon     | Yamaha YZF R1       | 22   | +5.462    | 6º      | 16    |
| 4º   | 87 | Remy Gardner          | GYTR GRT Yamaha           | Yamaha YZF R1       | 22   | +6.569    | 5º      | 13    |
| 5º   | 60 | Michael van der Mark  | Rokit BMW Motorrad        | BMW M1000 RR        | 22   | +8.529    | 9º      | 11    |
| 6º   | 65 | Jonathan Rea          | Pata Yamaha Prometeon     | Yamaha YZF R1       | 22   | +12.577   | 8º      | 10    |
| 7º   | 21 | Michael Ruben Rinaldi | Team Motocorsa Racing     | Ducati Panigale V4R | 22   | +13.808   | 12º     | 9     |
| 8º   | 29 | Andrea Iannone        | Team GoEleven             | Ducati Panigale V4R | 22   | +16.507   | 7º      | 8     |
| 9º   | 22 | Alex Lowes            | Kawasaki Racing           | Kawasaki ZX-10RR    | 22   | +16.715   | 3º      | 7     |
| 10º  | 7  | Iker Lecuona          | Team HRC                  | Honda CBR1000 RR-R  | 22   | +19.250   | 14º     | 6     |
| 11º  | 97 | Xavi Vierge           | Team HRC                  | Honda CBR1000 RR-R  | 22   | +20.389   | 15º     | 5     |
| 12º  | 31 | Garrett Gerloff       | Bonovo Action BMW         | BMW M1000 RR        | 22   | +21.132   | 11º     | 4     |
| 13º  | 45 | Scott Redding         | Bonovo Action BMW         | BMW M1000 RR        | 22   | +24.596   | 13º     | 3     |
| 14º  | 53 | Esteve Rabat          | Kawasaki Puccetti Racing  | Kawasaki ZX-10RR    | 22   | +26.330   | 18º     | 2     |
| 15º  | 28 | Bradley Ray           | Yamaha Motoxracing        | Yamaha YZF R1       | 22   | +28.227   | 20º     | 1     |
| 16º  | 77 | Dominique Aegerter    | GYTR GRT Yamaha           | Yamaha YZF R1       | 22   | +43.343   | 16º     |       |
| 17º  | 36 | Leandro Mercado       | Petronas MIE Racing Honda | Honda CBR1000 RR-R  | 22   | +50.770   | 21º     |       |
| 18º  | 79 | Hayden Gillim         | Petronas MIE Racing Honda | Honda CBR1000 RR-R  | 22   | +53.367   | 23º     |       |

### Ritirati
| Nº | Pilota          | Squadra                  | Motocicletta        | Giri | Griglia |
| -- | --------------- | ------------------------ | ------------------- | ---- | ------- |
| 47 | Axel Bassani    | Kawasaki Racing          | Kawasaki ZX-10RR    | 21   | 17º     |
| 5  | Philipp Öttl    | GMT94 Yamaha             | Yamaha YZF R1       | 10   | 19º     |
| 9  | Danilo Petrucci | Barni Spark Racing       | Ducati Panigale V4R | 0    | 4º      |
| 1  | Álvaro Bautista | Aruba.it Racing - Ducati | Ducati Panigale V4R | 0    | 10º     |

## Supersport gara 1

### Arrivati al traguardo
| Pos. | Nº | Pilota               | Squadra                          | Motocicletta                 | Giri | Tempo     | Griglia | Punti |
| ---- | -- | -------------------- | -------------------------------- | ---------------------------- | ---- | --------- | ------- | ----- |
| 1º   | 99 | Adrián Huertas       | Aruba.it Racing - Ducati         | Ducati Panigale V2           | 19   | 30'15.092 | 2º      | 25    |
| 2º   | 53 | Valentin Debise      | Evan Bros. Yamaha                | Yamaha YZF R6                | 19   | +3.758    | 4º      | 20    |
| 3º   | 62 | Stefano Manzi        | Ten Kate Racing Yamaha           | Yamaha YZF R6                | 19   | +3.892    | 3º      | 16    |
| 4º   | 55 | Yari Montella        | Barni Spark Racing               | Ducati Panigale V2           | 19   | +4.726    | 1º      | 13    |
| 5º   | 64 | Federico Caricasulo  | Motozoo ME AIR Racing            | MV Agusta F3 800 RR          | 19   | +16.411   | 5º      | 11    |
| 6º   | 94 | Lucas Mahias         | GMT94 Yamaha                     | Yamaha YZF R6                | 19   | +19.043   | 10º     | 10    |
| 7º   | 23 | Marcel Schrötter     | MV Agusta Reparto Corse          | MV Agusta F3 800 RR          | 19   | +19.086   | 8º      | 9     |
| 8º   | 69 | Tom Booth-Amos       | PTR Triumph                      | Triumph Street Triple RS 765 | 19   | +19.780   | 13º     | 8     |
| 9º   | 28 | Glenn van Straalen   | Ten Kate Racing Yamaha           | Yamaha YZF R6                | 19   | +20.000   | 14º     | 7     |
| 10º  | 66 | Niki Tuuli           | EAB Racing Team                  | Ducati Panigale V2           | 19   | +22.403   | 15º     | 6     |
| 11º  | 61 | Can Öncü             | Kawasaki Puccetti Racing         | Kawasaki ZX-6R               | 19   | +28.718   | 12º     | 5     |
| 12º  | 32 | Oliver Bayliss       | D34G Racing                      | Ducati Panigale V2           | 19   | +29.313   | 16º     | 4     |
| 13º  | 50 | Ondřej Vostatek      | PTR Triumph                      | Triumph Street Triple RS 765 | 19   | +29.764   | 11º     | 3     |
| 14º  | 4  | Steven Odendaal      | WRP Racing                       | Yamaha YZF R6                | 19   | +33.877   | 33º     | 2     |
| 15º  | 7  | Lorenzo Baldassarri  | WRP-RT Motorsport by SKM-Triumph | Triumph Street Triple RS 765 | 19   | +34.326   | 17º     | 1     |
| 16º  | 68 | Luke Power           | Motozoo ME AIR Racing            | MV Agusta F3 800 RR          | 19   | +41.464   | 23º     |       |
| 17º  | 20 | Melvin van der Voort | VTF Racing                       | Yamaha YZF R6                | 19   | +47.101   | 28º     |       |
| 18º  | 9  | Jorge Navarro        | Orelac Racing Verdnatura         | Ducati Panigale V2           | 19   | +51.461   | 7º      |       |
| 19º  | 27 | Kaito Toba           | Petronas MIE Racing Honda        | Honda CBR600RR               | 19   | +53.592   | 22º     |       |
| 20º  | 17 | John McPhee          | WRP-RT Motorsport by SKM-Triumph | Triumph Street Triple RS 765 | 19   | +53.858   | 20º     |       |
| 21º  | 92 | Filip Feigl          | Genius Racing Team               | Triumph Street Triple RS 765 | 19   | +58.193   | 29º     |       |
| 22º  | 89 | Khairul Idham Pawi   | Petronas MIE Racing Honda        | Honda CBR600RR               | 19   | +1'00.194 | 25º     |       |
| 23º  | 3  | Raffaele De Rosa     | QJ Motor Factory Racing          | QJ Motor SRK 800 RR          | 19   | +1'00.448 | 32º     |       |
| 24º  | 22 | Federico Fuligni     | Orelac Verdnatura Racing         | Ducati Panigale V2           | 19   | +1'00.558 | 24º     |       |
| 25º  | 24 | Soichiro Minamimoto  | Yamaha Thailand Racing           | Yamaha YZF R6                | 19   | +1'02.901 | 31º     |       |
| 26º  | 19 | Gabriele Giannini    | Taam ProDina Kawasaki            | Kawasaki ZX-6R               | 19   | +1'23.335 | 30º     |       |
| 27º  | 5  | Niccolò Antonelli    | Ecosantagata Althea Racing       | Ducati Panigale V2           | 14   | +5 giri   | 18º     |       |

### Ritirati
| Nº | Pilota             | Squadra                    | Motocicletta        | Giri | Griglia |
| -- | ------------------ | -------------------------- | ------------------- | ---- | ------- |
| 40 | Simone Corsi       | Renzi Corse                | Ducati Panigale V2  | 8    | 19º     |
| 71 | Tom Edwards        | D34G Racing                | Ducati Panigale V2  | 8    | 9º      |
| 54 | Bahattin Sofuoğlu  | MV Agusta Reparto Corse    | MV Agusta F3 800 RR | 2    | 6º      |
| 51 | Anupab Sarmoon     | Yamaha Thailand Racing     | Yamaha YZF R6       | 0    | 27º     |
| 25 | Marcel Brenner     | VIAMO Racing by MTM        | Kawasaki ZX-6R      | 0    | 26º     |
| 74 | Piotr Biesiekirski | Ecosantagata Althea Racing | Ducati Panigale V2  | 0    | 21º     |

## Supersport gara 2

### Arrivati al traguardo
| Pos. | Nº | Pilota               | Squadra                          | Motocicletta                 | Giri | Tempo     | Griglia | Punti |
| ---- | -- | -------------------- | -------------------------------- | ---------------------------- | ---- | --------- | ------- | ----- |
| 1º   | 99 | Adrián Huertas       | Aruba.it Racing - Ducati         | Ducati Panigale V2           | 19   | 30'17.046 | 3º      | 25    |
| 2º   | 62 | Stefano Manzi        | Ten Kate Racing Yamaha           | Yamaha YZF R6                | 19   | +2.821    | 1º      | 20    |
| 3º   | 55 | Yari Montella        | Barni Spark Racing               | Ducati Panigale V2           | 19   | +7.721    | 2º      | 16    |
| 4º   | 53 | Valentin Debise      | Evan Bros. Yamaha                | Yamaha YZF R6                | 19   | +8.000    | 4º      | 13    |
| 5º   | 9  | Jorge Navarro        | Orelac Racing Verdnatura         | Ducati Panigale V2           | 19   | +13.766   | 6º      | 11    |
| 6º   | 64 | Federico Caricasulo  | Motozoo ME AIR Racing            | MV Agusta F3 800 RR          | 19   | +16.924   | 9º      | 10    |
| 7º   | 28 | Glenn van Straalen   | Ten Kate Racing Yamaha           | Yamaha YZF R6                | 19   | +21.640   | 5º      | 9     |
| 8º   | 66 | Niki Tuuli           | EAB Racing Team                  | Ducati Panigale V2           | 19   | +26.111   | 14º     | 8     |
| 9º   | 23 | Marcel Schrötter     | MV Agusta Reparto Corse          | MV Agusta F3 800 RR          | 19   | +27.757   | 8º      | 7     |
| 10º  | 61 | Can Öncü             | Kawasaki Puccetti Racing         | Kawasaki ZX-6R               | 19   | +28.803   | 13º     | 6     |
| 11º  | 40 | Simone Corsi         | Renzi Corse                      | Ducati Panigale V2           | 19   | +29.656   | 18º     | 5     |
| 12º  | 50 | Ondřej Vostatek      | PTR Triumph                      | Triumph Street Triple RS 765 | 19   | +29.687   | 12º     | 4     |
| 13º  | 7  | Lorenzo Baldassarri  | WRP-RT Motorsport by SKM-Triumph | Triumph Street Triple RS 765 | 19   | +34.860   | 16º     | 3     |
| 14º  | 4  | Steven Odendaal      | WRP Racing                       | Yamaha YZF R6                | 19   | +35.082   | 32º     | 2     |
| 15º  | 32 | Oliver Bayliss       | D34G Racing                      | Ducati Panigale V2           | 19   | +35.082   | 15º     | 1     |
| 16º  | 68 | Luke Power           | Motozoo ME AIR Racing            | MV Agusta F3 800 RR          | 19   | +35.209   | 22º     |       |
| 17º  | 20 | Melvin van der Voort | VTF Racing                       | Yamaha YZF R6                | 19   | +42.396   | 27º     |       |
| 18º  | 5  | Niccolò Antonelli    | Ecosantagata Althea Racing       | Ducati Panigale V2           | 19   | +46.485   | 17º     |       |
| 19º  | 17 | John McPhee          | WRP-RT Motorsport by SKM-Triumph | Triumph Street Triple RS 765 | 19   | +48.224   | 19º     |       |
| 20º  | 92 | Filip Feigl          | Genius Racing Team               | Triumph Street Triple RS 765 | 19   | +50.772   | 29º     |       |
| 21º  | 25 | Marcel Brenner       | VIAMO Racing by MTM              | Kawasaki ZX-6R               | 19   | +53.131   | 25º     |       |
| 22º  | 22 | Federico Fuligni     | Orelac Verdnatura Racing         | Ducati Panigale V2           | 19   | +53.636   | 23º     |       |
| 23º  | 24 | Soichiro Minamimoto  | Yamaha Thailand Racing           | Yamaha YZF R6                | 19   | +1'01.211 | 31º     |       |
| 24º  | 3  | Raffaele De Rosa     | QJ Motor Factory Racing          | QJ Motor SRK 800 RR          | 19   | +1'05.928 | 28º     |       |

### Ritirati
| Nº | Pilota             | Squadra                    | Motocicletta        | Giri | Griglia |
| -- | ------------------ | -------------------------- | ------------------- | ---- | ------- |
| 74 | Piotr Biesiekirski | Ecosantagata Althea Racing | Ducati Panigale V2  | 12   | 20º     |
| 89 | Khairul Idham Pawi | Petronas MIE Racing Honda  | Honda CBR600RR      | 11   | 24º     |
| 19 | Gabriele Giannini  | Taam ProDina Kawasaki      | Kawasaki ZX-6R      | 9    | 30º     |
| 27 | Kaito Toba         | Petronas MIE Racing Honda  | Honda CBR600RR      | 7    | 21º     |
| 71 | Tom Edwards        | D34G Racing                | Ducati Panigale V2  | 6    | 11º     |
| 94 | Lucas Mahias       | GMT94 Yamaha               | Yamaha YZF R6       | 1    | 7º      |
| 54 | Bahattin Sofuoğlu  | MV Agusta Reparto Corse    | MV Agusta F3 800 RR | 0    | 10º     |

### Squalificato
| Nº | Pilota         | Squadra                | Motocicletta  | Giri | Griglia |
| -- | -------------- | ---------------------- | ------------- | ---- | ------- |
| 51 | Anupab Sarmoon | Yamaha Thailand Racing | Yamaha YZF R6 | 9    | 26º     |

## Supersport 300 gara 1

### Arrivati al traguardo
| Pos. | Nº | Pilota                | Squadra                               | Motocicletta       | Giri | Tempo     | Griglia | Punti |
| ---- | -- | --------------------- | ------------------------------------- | ------------------ | ---- | --------- | ------- | ----- |
| 1º   | 7  | Loris Veneman         | MTM Kawasaki                          | Kawasaki Ninja 400 | 12   | 21'24.317 | 1º      | 25    |
| 2º   | 22 | Marc García           | China Racing                          | Kove 321RR         | 12   | +0.075    | 9º      | 20    |
| 3º   | 50 | Carter Thompson       | Fusport-RT Motorsport by SKM-Kawasaki | Kawasaki Ninja 400 | 12   | +0.150    | 2º      | 16    |
| 4º   | 26 | Mirko Gennai          | MTM Kawasaki                          | Kawasaki Ninja 400 | 12   | +0.214    | 4º      | 13    |
| 5º   | 58 | Iñigo Iglesias        | Fusport-RT Motorsport by SKM-Kawasaki | Kawasaki Ninja 400 | 12   | +0.398    | 4º      | 11    |
| 6º   | 69 | Oliver Svendsen       | Freudenberg KTM-Paligo Racing         | KTM RC 390 R       | 12   | +0.477    | 16º     | 10    |
| 7º   | 77 | José Osuna Sáez       | Deza-Box 77 Racing                    | Kawasaki Ninja 400 | 12   | +8.735    | 7º      | 9     |
| 8º   | 57 | Aldi Satya Mahendra   | BrCorse                               | Yamaha YZF-R3      | 12   | +9.005    | 12º     | 8     |
| 9º   | 99 | Humberto Maier        | MS Racing                             | Yamaha YZF-R3      | 12   | +9.276    | 21º     | 7     |
| 10º  | 38 | David Salvador        | MS Racing                             | Yamaha YZF-R3      | 12   | +9.300    | 15º     | 6     |
| 11º  | 8  | Bruno Ieraci          | ProDina Kawasaki Racing               | Kawasaki Ninja 400 | 12   | +9.368    | 24º     | 5     |
| 12º  | 43 | Marco Gaggi           | BrCorse                               | Yamaha YZF-R3      | 12   | +10.796   | 3º      | 4     |
| 13º  | 56 | Galang Hendra Pratama | ProGP Racing                          | Yamaha YZF-R3      | 12   | +10.800   | 8º      | 3     |
| 14º  | 9  | Emiliano Ercolani     | Yamaha Motoxracing                    | Yamaha YZF-R3      | 12   | +10.873   | 19º     | 2     |
| 15º  | 62 | Kevin Fontainha       | Yamaha MS Racing/AD78 Latin America   | Yamaha YZF-R3      | 12   | +10.906   | 18º     | 1     |
| 16º  | 31 | Elia Bartolini        | Yamaha Motoxracing                    | Yamaha YZF-R3      | 12   | +11.046   | 22º     |       |
| 17º  | 47 | Fenton Seabright      | Kawasaki GP Project                   | Kawasaki Ninja 400 | 12   | +11.062   | 5º      |       |
| 18º  | 80 | Gustavo Manso         | Yamaha MS Racing/AD78 Latin America   | Yamaha YZF-R3      | 12   | +11.445   | 14º     |       |
| 19º  | 55 | Unai Calatayud        | Arco Motor University                 | Yamaha YZF-R3      | 12   | +15.305   | 17º     |       |
| 20º  | 48 | Julio García          | China Racing                          | Kove 321RR         | 12   | +17.393   | 13º     |       |
| 21º  | 1  | Jeffrey Buis          | Freudenberg KTM-Paligo Racing         | KTM RC 390 R       | 12   | +21.815   | 10º     |       |
| 22º  | 11 | Filip Novotny         | Accolade Smrž Racing BGR              | Kawasaki Ninja 400 | 12   | +28.054   | 30º     |       |
| 23º  | 27 | Christopher Clark     | Accolade Smrž Racing BGR              | Kawasaki Ninja 400 | 12   | +28.055   | 27º     |       |
| 24º  | 41 | Raffaele Tragni       | AG Motorsport Italia Yamaha           | Yamaha YZF-R3      | 12   | +28.431   | 28º     |       |
| 25º  | 85 | Kevin Sabatucci       | Flembbo-PL Performances               | Kawasaki Ninja 400 | 12   | +29.939   | 25º     |       |
| 26º  | 29 | Giacomo Zannini       | ProDina Kawasaki Racing               | Kawasaki Ninja 400 | 12   | +30.015   | 32º     |       |
| 27º  | 25 | Mattia Martella       | Kawasaki GP Project                   | Kawasaki Ninja 400 | 12   | +30.165   | 26º     |       |
| 28º  | 86 | Daniel Turecek        | Rohac & Fejta Motoracing Team         | Kawasaki Ninja 400 | 12   | +30.383   | 31º     |       |
| 29º  | 14 | Kavin Quintal         | Team #109 Kawasaki                    | Kawasaki Ninja 400 | 12   | +39.613   | 33º     |       |
| 30º  | 66 | Phillip Tonn          | Freudenberg KTM-Paligo Racing         | KTM RC 390 R       | 12   | +54.876   | 23º     |       |

### Ritirati
| Nº | Pilota          | Squadra                     | Motocicletta       | Giri | Griglia |
| -- | --------------- | --------------------------- | ------------------ | ---- | ------- |
| 23 | Samuel Di Sora  | Arco Motor University       | Yamaha YZF-R3      | 10   | 29º     |
| 17 | Ruben Bijman    | Flembbo-PL Performances     | Kawasaki Ninja 400 | 9    | 20º     |
| 91 | Matteo Vannucci | AG Motorsport Italia Yamaha | Yamaha YZF-R3      | 3    | 11º     |

## Supersport 300 gara 2

### Arrivati al traguardo
| Pos. | Nº | Pilota                | Squadra                               | Motocicletta       | Giri | Tempo     | Griglia | Punti |
| ---- | -- | --------------------- | ------------------------------------- | ------------------ | ---- | --------- | ------- | ----- |
| 1º   | 7  | Loris Veneman         | MTM Kawasaki                          | Kawasaki Ninja 400 | 12   | 21'30.780 | 4º      | 25    |
| 2º   | 58 | Iñigo Iglesias        | Fusport-RT Motorsport by SKM-Kawasaki | Kawasaki Ninja 400 | 12   | +0.009    | 5º      | 20    |
| 16º  | 57 | Aldi Satya Mahendra   | BrCorse                               | Yamaha YZF-R3      | 12   | +2.479    | 8º      | 16    |
| 4º   | 8  | Bruno Ieraci          | ProDina Kawasaki Racing               | Kawasaki Ninja 400 | 12   | +2.517    | 24º     | 13    |
| 5º   | 38 | David Salvador        | MS Racing                             | Yamaha YZF-R3      | 12   | +2.533    | 16º     | 11    |
| 6º   | 43 | Marco Gaggi           | BrCorse                               | Yamaha YZF-R3      | 12   | +2.555    | 10º     | 10    |
| 7º   | 48 | Julio García          | China Racing                          | Kove 321RR         | 12   | +2.709    | 14º     | 7     |
| 8º   | 56 | Galang Hendra Pratama | ProGP Racing                          | Yamaha YZF-R3      | 12   | +2.775    | 7º      | 8     |
| 9º   | 77 | José Osuna Sáez       | Deza-Box 77 Racing                    | Kawasaki Ninja 400 | 12   | +3.008    | 12º     | 7     |
| 10º  | 31 | Elia Bartolini        | Yamaha Motoxracing                    | Yamaha YZF-R3      | 12   | +3.310    | 22º     | 6     |
| 11º  | 17 | Ruben Bijman          | Flembbo-PL Performances               | Kawasaki Ninja 400 | 12   | +3.332    | 20º     | 5     |
| 12º  | 22 | Marc García           | China Racing                          | Kove 321RR         | 12   | +3.351    | 6º      | 4     |
| 13º  | 9  | Emiliano Ercolani     | Yamaha Motoxracing                    | Yamaha YZF-R3      | 12   | +3.516    | 19º     | 3     |
| 14º  | 99 | Humberto Maier        | MS Racing                             | Yamaha YZF-R3      | 12   | +6.172    | 21º     | 2     |
| 15º  | 23 | Samuel Di Sora        | Arco Motor University                 | Yamaha YZF-R3      | 12   | +15.781   | 29º     | 1     |
| 16º  | 66 | Phillip Tonn          | Freudenberg KTM-Paligo Racing         | KTM RC 390 R       | 12   | +15.801   | 23º     |       |
| 17º  | 11 | Filip Novotny         | Accolade Smrž Racing BGR              | Kawasaki Ninja 400 | 12   | +15.839   | 30º     |       |
| 18º  | 27 | Christopher Clark     | Accolade Smrž Racing BGR              | Kawasaki Ninja 400 | 12   | +29.024   | 27º     |       |
| 19º  | 29 | Giacomo Zannini       | ProDina Kawasaki Racing               | Kawasaki Ninja 400 | 12   | +29.069   | 32º     |       |
| 20º  | 85 | Kevin Sabatucci       | Flembbo-PL Performances               | Kawasaki Ninja 400 | 12   | +29.114   | 25º     |       |
| 21º  | 14 | Kavin Quintal         | Team #109 Kawasaki                    | Kawasaki Ninja 400 | 12   | +29.198   | 33º     |       |
| 22º  | 25 | Mattia Martella       | Kawasaki GP Project                   | Kawasaki Ninja 400 | 12   | +29.421   | 26º     |       |

### Ritirati
| Nº | Pilota           | Squadra                               | Motocicletta       | Giri | Griglia |
| -- | ---------------- | ------------------------------------- | ------------------ | ---- | ------- |
| 41 | Raffaele Tragni  | AG Motorsport Italia Yamaha           | Yamaha YZF-R3      | 11   | 28º     |
| 47 | Fenton Seabright | Kawasaki GP Project                   | Kawasaki Ninja 400 | 9    | 11º     |
| 69 | Oliver Svendsen  | Freudenberg KTM-Paligo Racing         | KTM RC 390 R       | 9    | 3º      |
| 86 | Daniel Turecek   | Rohac & Fejta Motoracing Team         | Kawasaki Ninja 400 | 9    | 31º     |
| 26 | Mirko Gennai     | MTM Kawasaki                          | Kawasaki Ninja 400 | 8    | 2º      |
| 50 | Carter Thompson  | Fusport-RT Motorsport by SKM-Kawasaki | Kawasaki Ninja 400 | 8    | 1º      |
| 1  | Jeffrey Buis     | Freudenberg KTM-Paligo Racing         | KTM RC 390 R       | 8    | 9º      |
| 91 | Matteo Vannucci  | AG Motorsport Italia Yamaha           | Yamaha YZF-R3      | 8    | 13º     |
| 80 | Gustavo Manso    | Yamaha MS Racing/AD78 Latin America   | Yamaha YZF-R3      | 2    | 15º     |
| 62 | Kevin Fontainha  | Yamaha MS Racing/AD78 Latin America   | Yamaha YZF-R3      | 2    | 18º     |
| 55 | Unai Calatayud   | Arco Motor University                 | Yamaha YZF-R3      | 1    | 17º     |